# Shawn King
Shawn King, né le 7 juin 1982 à Gasparillo à Trinité-et-Tobago, est un joueur saint-vincentais-et-grenadin de basket-ball. Il évolue au poste de pivot.

## Clubs successifs
- 2008-2010 :  KK Hopsi Polzela (1. A SKL)
- 2010-2011 :  BK Minsk 2006 (D1)
- 2011-2012 :  BC Odessa (Superligue ukrainienne)
- 2012-2013 :  SLUC Nancy (Pro A)
- 2013-2014 :  Virtus Bologne (LegA)
- 2014-2015 :  STB Le Havre (Pro A)
- 2015-2016 :  BC Kalev (KML)
- 2016 :  BCM Gravelines-Dunkerque (Pro A)
- 2016-2017 :  Stal Ostrów Wielkopolski (PLK)
- 2017-2018 :  KK Primorska (1. A SKL)
- 2018-2019 :  Stal Ostrów Wielkopolski (PLK)
- 2019-2020 :  AS Denain-Voltaire (Pro B)
- Depuis 2020 :  Stal Ostrów Wielkopolski (PLK)

## Palmarès
- Champion de Biélorussie 2011